# Zaklada Otvoreno društvo
Zaklada Otvoreno društvo (engleski: Open Society Foundations, OSF, ranije Open Society Institute, OSI), predstavlja međunarodnu mrežu zaklada koju je 1948. godine osnovao i kojom do danas uz sudjelovanje svojih sinova Jonathana i Alexandera upravlja magnat George Soros, osnivač Quantum Group of Funds. Zaklade podupiru veliki broj udruga civilnog društva s glavnim ciljem promoviranja ljudskih prava.
Prema riječima samog G. Sorosa, aktivnosti koje su vodile osnivanju Zaklade počele su 1979. godine, te su ispočetka bile usmjerene na širenje liberalne demokracije u zemljama u kojima su ljudska prava bila ugrožena.
Zaklada ima podružnice u 49 zemalja, s oko 1.600 zaposlenih.
Isključivi donator Zaklade je George Soros, koju je od 1984. godine na nju prenio 32 milijarde dolara, te je za svrhe udruge do 2019. godine ukupno potrošeno 15,3 milijarde dolara.
Foundation to Promote Open Society, kao dio mreže "Otvorenog društva", iskazala je s krajem 2016. godine ukupnu imovinu od 10,3 milijardi dolara, od čega se 10,1 milijardi dolara iskazuje kao "investicije". S obzirom na to da je riječ o asocijaciji koju američke porezne vlasti priznaju kao neprofitnu udrugu, prinosi od investicija se ne iskazuju kao zarada. 2017. godine je George Soros na zaklade "Otvorenog društva" prenio daljnjih 18 milijardi dolara imovine, u svrhu daljnjeg promoviranja svojih političkih ciljeva, koje javnost prepoznaje kao srodne ciljevima američke Demokratske stranke i općenito liberalnim politikama.
Konzervativne političke snage u mnogim zemljama se snažno protive politikama koje George Soros promovira putem Otvorenog društva.

## Kontroverze
Početkom 2018. godine u medijima širom svijeta objavljeni su tekstovi o raznim aktivnostima Zaklade Otvoreno društvo poduzimane u Mađarskoj i u svezi Mađarske. Neki mediji zaključuju da je riječ o organiziranoj kampanji iza koje stoje mađarske vlasti, kojom se Zaklada i povezane udruge žele prikazati u lošem svjetlu. Predsjednik mađarske vlade Viktor Orban je doista tijekom godina mnogo puta javno govorio protiv Zaklade i Georga Sorosa, a sukob Orban-Soros koji je postao javan nakon što je vlada Viktora Orbana počela poduzimati mjere protiv ilegalnih migracija u Europu, koje su tekle preko mađarskog teritorija  - dok se Soros u to vrijeme zauzimao za prihvaćanje što većeg broja imigranata u Europu. Taj je sukob, izgleda kulminirao 2017. godine, kada je Soros javno prozvao Mađarsku kao "mafijašku državu". Orban i 2020. godine optužuje Sorosa da je stvorio mrežu u svrhu poticanja ilegalnih migracija u Europu.
Nakon što je mađarska donijela zakon koji uređuje djelovanje nevladinih organizacija, zaklada Otvoreno društvo je 2018. godine odlučila da glavno sjedište svojih operacija u Europi premjesti iz Budimpešte u Berlin.
U izvješću o vezama sudaca Europskog suda za ljudska prava i raznih nevladinih organizacija za razdoblje od 2009. do 2019. godine, utvrđuje Europski centar za pravo i pravdu (također nevladina udruga) da je od 100 sudaca koji su tijekom tog razdoblja bili na dužnosti u Europskom sudu za ljudska prava, njih 12 imalo snažne veze sa Zakladom Otvoreno društvo; najviše se ta veza prepoznaje kod postkomunističkih zemalja, u kojima Zaklada Otvoreno društvo najintenzivnije djeluje. U izvješću se daju primjeri i drugih međunarodnih dužnosnika u polju ljudskih prava s jakim vezama sa Zakladom: tako je Nils Mužniekis, Povjerenik Vijeća Europe za ljudska prava u razdoblju 2012. do 2018., do 2012. godine bio direktor programa Otvorenog društva za Latviju. Citira se njegovo živopisno objašnjenje iz 2009. godine, da je cilj djelovanja Otvorenog društva u Latviji da se ondje umjesto "homo sovieticusa" stvori "homo sorosensus"; u vrijeme kada je Zaklada Otvoreno društvo došla 2018. godine u pravne probleme u Mađarskoj, Nils Mužniekis se zauzimao za ukidanje mađarskog zakona koji je smetao Zakladi.
U lipnju 2018. godine je Matteo Salvini, tadašnji ministar unutarnjih poslova Italije, napao G. Sorosa i s njim povezane nevladine udruge da zapravo ne pomažu imigrantima, nego žele od imigranata stvoriti nove robove za gospodarstvo bogatih zemalja.

## Vanjske poveznice
- Službene stranice Zaklade otvoreno društvo
- Open Society Foundations, podatci kod InfluenceWatch.com